# For All Tid
For All Tid – pierwszy album norweskiej grupy black metalowej Dimmu Borgir, wydany w roku 1994.

## Lista utworów
Opracowano na podstawie materiału źródłowego.
1. "Det Nye Riket" – 5:04
2. "Under Korpens Vinger" – 5:59
3. "Over Bleknede Blåner til Dommedag" – 4:05
4. "Stien" – 2:00
5. "Glittertind" – 5:15
6. "For All Tid" – 5:51
7. "Hunnerkongens Sorgsvarte Ferd over Steppene" – 3:04
8. "Raabjørn Speiler Draugheimens Skodde" – 5:01
9. "Den Gjemte Sannhets Hersker" – 6:19
10. "Inn i Evighetens Mørke (Del I)" (bonus on 1996 re-release) – 5:25
11. "Inn i Evighetens Mørke (Del II)" (bonus on 1996 re-release) – 2:09

## Twórcy
Opracowano na podstawie materiału źródłowego.
- Stian "Shagrath" Thoresen - perkusja, wokal wspierający; gitara rytmiczna, gitara prowadząca (utwór 5)
- Sven "Silenoz" Atle Kopperud - gitara rytmiczna, gitara prowadząca, wokal prowadzący
- Kenneth "Tjodalv" Åkesson - gitara rytmiczna, gitara prowadząca; perkusja (utwór 5)
- Brynjard Tristan - gitara basowa
- Stian Aarstad - instrumenty klawiszowe, sample
- Yusaf "Vicotnic" Parvez - wokal wspierający
- Bjørn Dencker "Aldrahn" Gjerde - wokal wspierający; wokal prowadzący (utwór 3)
- Bård Norheim - inżynieria dźwięku
- Gustave Doré - okładka